# مرده‌نمایی

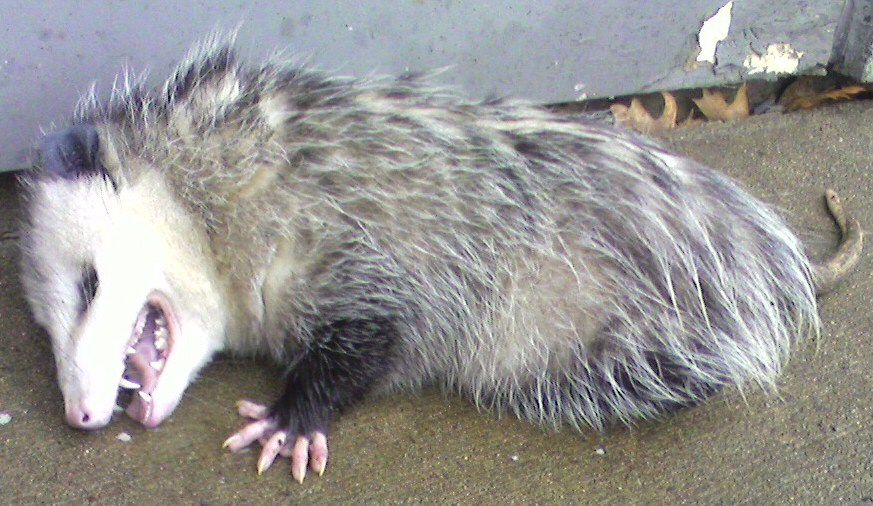
یک صاریغ که نمایش مرده را بازی می‌کند

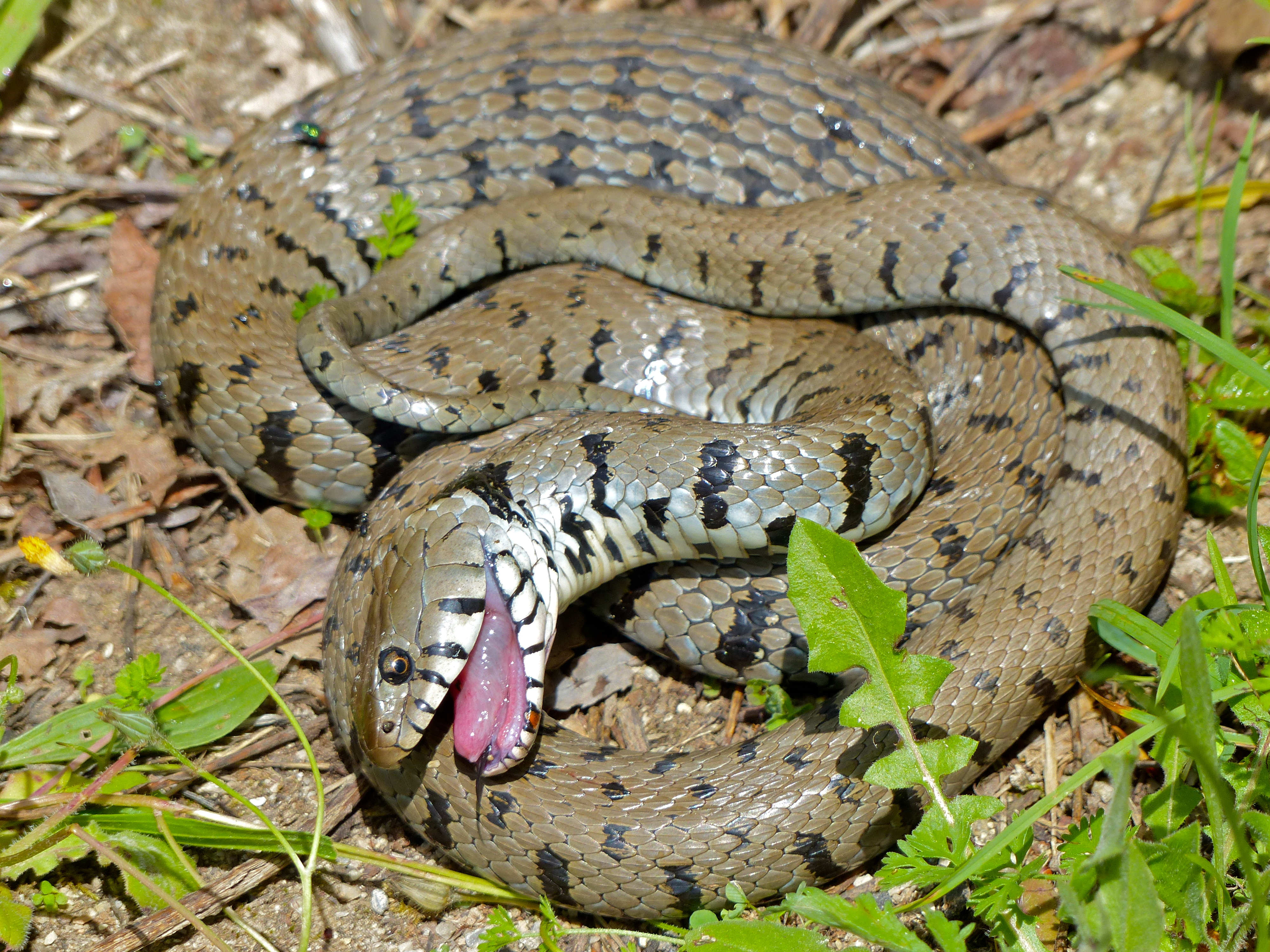
یک مار آبی نواری (N. helvetica) در حال مرده‌نمایی

مرده‌نمایی (به انگلیسی: feigning death, apparent death) که در زبان عامیانه به عنوان موش‌مردگی، به‌مردن‌زدن یا وانمودسازی مرگ شناخته می‌شود، رفتاری است که در آن، جانوران ظاهر مرده به خود می‌گیرند. این یک حالت بی‌حرکت است که اغلب با حمله یک شکارگر ایجاد می‌شود و می‌تواند در طیف گسترده‌ای از جانوران از حشرات و سخت‌پوستان گرفته تا پستانداران، پرندگان، خزندگان، دوزیستان و ماهیان یافت شود. مرده‌نمایی در انگلیسی با عبارت‌هایی چون رنگ‌پریدگی (تناتوز)، هیپنوتیزم جانوری، کاتاتونی بی‌حرکتی، یا بی‌حرکتی تونیک نیز نامیده می‌شود، که مورد آخر در مقالات علمی دربارهٔ این موضوع ترجیح داده می‌شود. مرده‌نمایی جدا از رفتار یخ‌زدگی در برخی از جانوران است.

### بی‌حرکتی تونیک در برابر یخ‌زدگی
بی‌حرکتی تونیک (و در نتیجه "تظاهر به مرگ") با واکنش " انجماد " در جانوران متفاوت است. یک آهو در چراغ‌های نورافکن و یک صاریغ در حال «مرده‌نمایی»، نمونه‌های رایجی از جانوران هستند که به ترتیب یخ‌زدگی و مرده‌نمایی می‌کنند. یخ‌زدگی در ابتدای برهم‌کنش شکارچی و طعمه زمانی رخ می‌دهد که طعمه تهدید را تشخیص و شناسایی می‌کند، اما شکارچی هنوز طعمه را ندیده‌است. از آنجایی که یخ‌زدگی پیش از شناسایی رخ می‌دهد و برای استتار بهتر طعمه و جلوگیری از حمله شکارچی استفاده می‌شود، سازوکار دفاعی اولیه محسوب می‌شود.

## نگارخانه

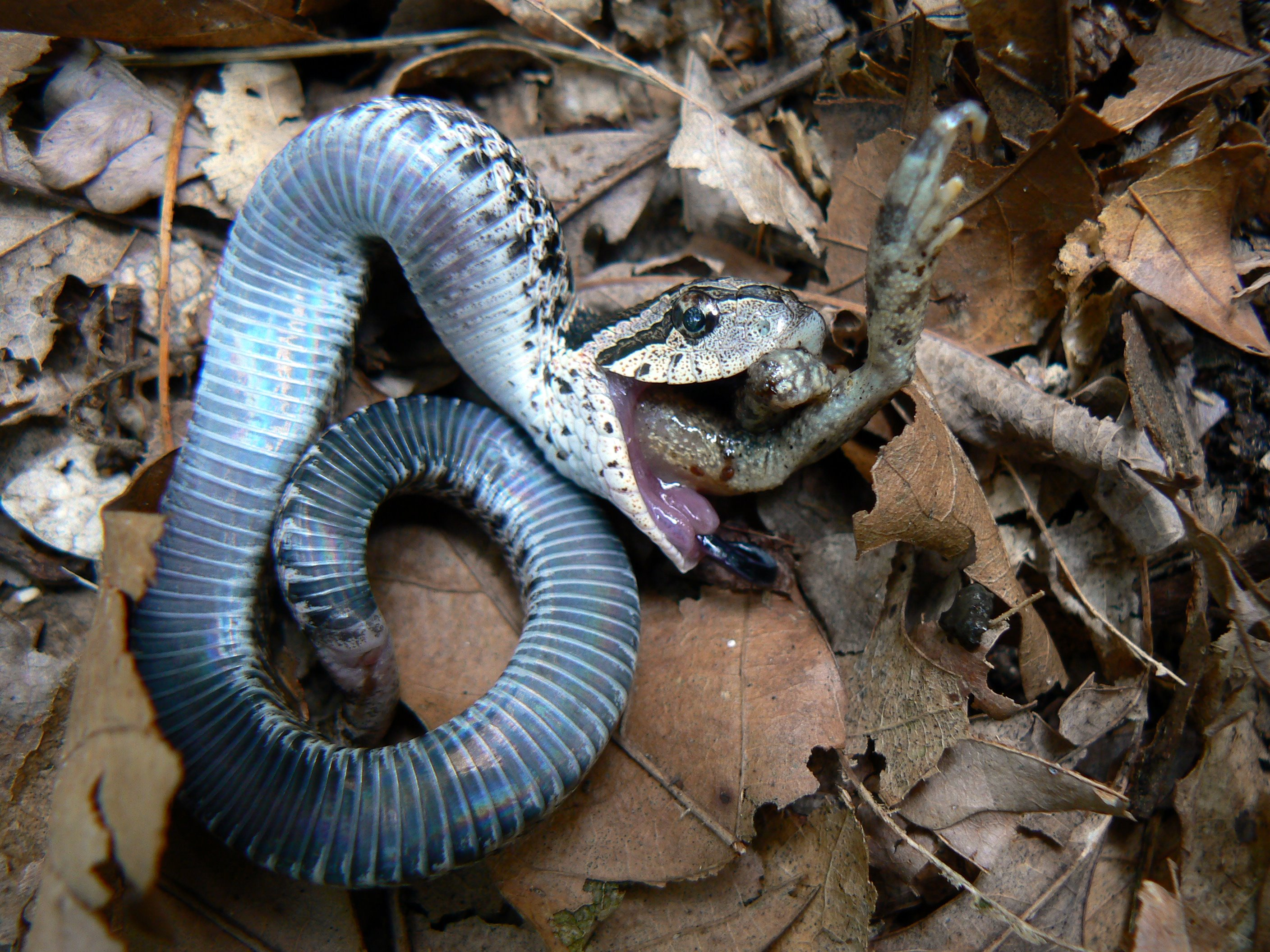
یک صاغرمار آمریکایی که مرده‌نمایی می‌کند و یک وزغ را پس می‌زند
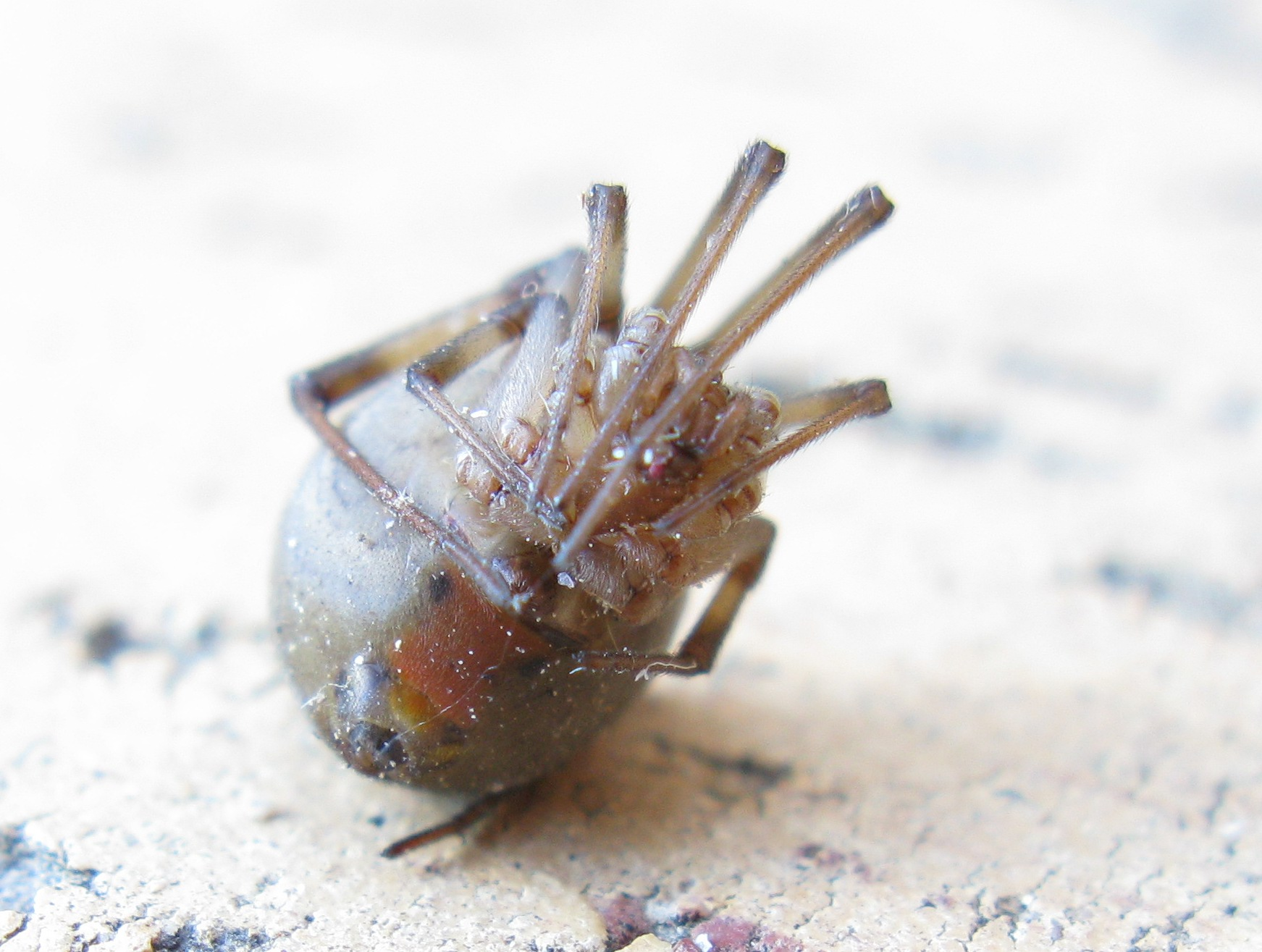
یک عنکبوت بیوه قهوه‌ای پس از تکان خوردن تار خود دست به رفتار رنگ‌پریدگی می‌شود
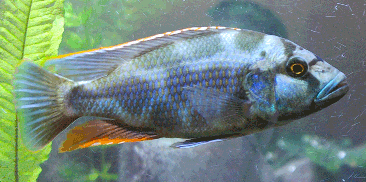
سیچلیدهای سردهٔ سیکلیدهای خواب‌آلود  از رفتار رنگ‌پریدگی به عنوان نوعی تقلید تهاجمی استفاده می‌کنند و برای جذب طعمه، مرده‌نمایی می‌کنند.